# Пермская научно-производственная приборостроительная компания
ПАО «Пермская научно-производственная приборостроительная компания» (ПАО ПНППК) — советская и российская компания-производитель датчиков, элементов дистанционных передач, а также сложных бортовых комплексов летательных аппаратов, в т. ч. навигационных систем различного назначения и товаров народного потребления. Расположена в г. Пермь.

## История
Компания основана в 1956 году.

## Собственники и руководство
Основные владельцы компании:
Акционеры:
- Андреев Алексей Гурьевич — 45 %

Конечные бенефициары:
- Андреев Алексей Гурьевич ~ 72,44 %
- Лукин Владимир Петрович ~ 3,47 %
- Ермаков Владимир Сергеевич ~ 2,7 %
- Кетов Борис Петрович ~ 2,67 %
- Баландин Александр Владимирович ~ 1,93 %
- Ряпосов Владимир Александрович ~ 1,91 %
- Константинов Михаил Александрович ~ 1,91 %
- Щербакова Татьяна Николаевна ~ 1,83 %
- Костарева Людмила Владимировна ~ 0,86 %
- Долгих Александр Иванович ~ 0,11 %
- Зак Михаил Иосифович <0,01 %

Генеральный директор — Андреев Алексей Гурьевич.

## Продукция
- Волоконно оптические гироскопы (ВОГ), динамически настраиваемые гироскопы, миниатюрные динамически настраиваемые гироскопы, модуляционные гироскопы
- Оптическое волокно, сохраняющее поляризацию
- Гирокомпасы (ГК), гироазимуты (ГА) курсокреноуказатели (ККУ)
- Датчики акселерометра (ДА), акселерометры (серия А)
- Датчики момента (ДМ)
- Контактные группы, сельсины
- Электродвигатели (ЭД)

## Санкции
12 июня 2024 года, из-за российского вторжения на Украину, компания попала в блокирующий санкционный список США так как «она является производителем и разработчиком систем навигации, управления и стабилизации, используемых более чем на 30 типах самолетов в России, включая МиГ-29, Су-27 и Су-30».

## Общественная деятельность
В 2009 году предприятие выступило соорганизатором Всероссийской конференции по волоконной оптике в городе Пермь.
В марте 2011 года ПНППК объявило о создании обучающего центра физики для школьников.